# Aleja Jana Pawła II w Krośnie
Aleja Jana Pawła II w Krośnie – ulica w Krośnie, przebiegająca przez os. Turaszówka. Jej przedłużeniem w kierunku Przemyśla jest ul. Podkarpacka, a w kierunku Nowego Sącza ul. Bema. Jest częścią krośnieńskiej linii średnicowej zwanej potocznie obwodnicą. Jest częścią drogi krajowej nr 28.